# Rundsmühle (Wüstung)
Die Rundsmühle ist eine abgegangene mittelalterliche Wassermühle auf der Gemarkung von Kirchberg an der Murr, einer Gemeinde im baden-württembergischen Rems-Murr-Kreis. Über die im 15. Jahrhundert aufgegebene Mühle ist nicht mehr viel bekannt.

## Lage
Die exakte Lage ist nicht mehr genau feststellbar. Sie lag an der Murr und dürfte etwa 300 Meter flussaufwärts des Rundsmühlhofs gestanden haben.

## Geschichte
Erstmals erwähnt wurde die Mühle indirekt in einer zu Lyon ausgestellten, päpstlichen Urkunde vom 11. Dezember 1247. Mit dieser Urkunde stellte Papst Innozenz IV. das Damenstift Oberstenfeld unter seinen Schutz und bestätigte die Besitztümer der Damen an zahlreichen Orten. Im Jahre 1350 musste die Mühle fünfeinhalb Pfund Heller und acht Gänse an die Grafschaft Wirtenberg zinsen. Zwischen 1350 und 1473 ist die Mühle abgegangen oder wurde an die Stelle der heutigen Frießinger Mühle verlegt. Der Transport von nicht mehr benötigten Bausteinen war im Mittelalter keine Ausnahme, sondern die Regel. Auch das Umsetzen (Translozierung) von ganzen Gebäuden ist oft vorgekommen.
Mit dem Rundsmühlhof, der erst 1823 angelegt wurde, hatte die Mühle nichts zu tun.